# Claus von Stauffenberg
Claus Philipp Maria Schenk Graf von Stauffenberg (født 15. november 1907, død 21. juli 1944) var en tysk katolsk aristokrat, der under 2. verdenskrig opnåede rang af oberst. Stauffenberg gjorde tjeneste i både Polen, Frankrig, Rusland og Afrika. Ydermere var han en central figur i den tyske modstandsbevægelse og en af hovedmændene bag det forfejlede attentatforsøg mod Hitler den 20. juli 1944. Han havde som gymnasiast i sine unge år været tilknyttet kredsen omkring den excentriske digter Stefan George. Claus von Stauffenberg besad livet igennem en interesse for kunst og litteratur og stod i 1939 model for billedhuggeren Arno Brekers statue "Der Künder" ((tysk): 'forkynderen'), som skulle opstilles i Nürnberg.

## Opvækst
Claus Phillip Stauffenberg var den yngste af Alfred Schenk Graf von Stauffenbergs tre sønner. Claus blev født på et af familiens slotte i Jetting mellem Ulm og Augsburg i den østlige del af Schwaben. Familien var en af de ældste og fornemste romersk-katolske familier i Sydtyskland . Gennem moderen, Caroline von Stauffenberg (født Üxküll-Gyllenban), var Claus i familie med adskillige berømte preussere som feltmarskal August von Gneisenau. 
Selv om Claus som sine ældre brødre egentlig var mere interesseret i litteratur, fik han alligevel en militær karriere. I 1926 meldte han sig til familiens traditionelle regiment, Bambergs 17. rytter- og kavaleriregiment. 
Det var i den forbindelse, at Claus og hans to brødre gennem officeren Albrecht von Blumenthal blev introduceret til digteren Stefan George. Det betød, at de tre brødre inden nazismen for alvor slog igennem, kendte kunstnere, der senere blev stemplet som dekadente.

## Optakten til krigen
I 1930 udnævntes Claus von Stauffenberg til løjtnant. Han fortsatte sine militære studier på Kriegsakademie i Berlin, hvor han især fokuserede på det traditionelle kavaleris rolle i moderne krigsførsel. Hans regiment kom til at udgøre en del af 1. division under general Erich Höpner, der i 1938 rykkede ind i Sudeterland efter Münchenaftalen. 
Da Tyskland i 1939 erklærede Polen krig, var Stauffenberg og hans regiment med til invasionen. Han var ganske positivt indstillet over den tyske besættelse af Polen. Som konsekvens af hans aristokratiske baggrund støttede von Stauffenberg den systematiske tyske kolonisering og udnyttelsen af det polske folk. 
Et brev, som han sendte sin kone Nina, underbygger dette:
| Citat                        | Befolkningen er en utrolig pøbel, særdeles mange jøder og særdeles mange af blandet race. Et folk, som kun føler sig tilpas under pisken. De tusinder af fanger vil gøre godt i vore landbrug. | Citat |
| Claus von Stauffenberg, 1939 | |       |

Ideen om tysk overhøjhed var dybt funderet i det tyske aristokrati, der mener, at mange af de polske områder, der inden første verdenskrig var tyske, burde tages tilbage.

## Anden Verdenskrig
Stauffenberg fandt dele af den nazistiske ideologi frastødende, og som udpræget nationalist blev han aldrig medlem af det nazistiske parti. 
Ydermere forblev Stauffenberg praktiserende katolik. Det var problematisk, da nazisterne generelt ikke tillod den katolske kirke at udøve nogen magt. Den systematiske undertrykkelse af religion og af jøder, fik ham til at føle, at moral og retfærdighed var fraværende i den tyske regering. Selv om von Stauffenbergs onkel Nikolaus Graf von Üxküll tidligere havde tilskyndet ham til at deltage i modstandsbevægelsen, var det først efter sin hjemkomst fra Felttoget i Polen (1939), at Stauffenberg for alvor begyndte at få sympati for modstandsbevægelsen.
Peter Yorck von Wartenburg og Ulrich Schwerin von Schwanenfeld prøvede med henblik på et kup på at overtale Stauffenberg til at arbejde for den tyske hærs øverstbefalende. Walther von Brauchitsch Stauffenberg afslog at medvirke i et kup mod Hitler, da alle tyske soldater havde aflagt ed til Hitler og ikke svoret Det Tredje Rige troskab: Førereden var indført i den tyske hær i 1934. 
Stauffenbergs kampenhed var en del af den 6. Panzer Division, da krigen mod Frankrig begyndte. Stauffenberg var i den tyske generalstab under felttoget. Herfra så han lige som mange andre tyske officerer begejstret til, mens den tyske krigsmaskine viste sin formåen. Succesen blev i høj grad tilskrevet Hitler, hvilket gjorde Stauffenbergs dilemma så meget desto større.
Operation Barbarossa (den tyske invasion af Sovjetunionen) begyndte i 1941. Resultatet var massehenrettelser af jøder, polakker, russere og andre befolkningsgrupper.
Det – og at Hitler i 1941 udråbte sig selv til øverstbefalende for hæren overbeviste Stauffenberg om, at Hitler ikke handlede i Tysklands interesse. 
Allerede før Tyskland gik ind i Belgien og Holland, "Spøgelseskrigen", var Stauffenberg tilknyttet den tyske overkommando, Oberkommando des Heeres OKH. Her havde han organiseret forskellige operationerå på Østfronten, hvilket gjorde, at Stauffenberg stiftede nærmere bekendtskab med Hitlers kommissærordre. Da Rusland ikke havde underskrevet Genevekonventionen foreslog russerne i 1941, at begge parter overholdt Haagkonventionen, et forslag som den tyske hær ikke besvarede direkte. Kommissærordren var et indirekte afslag: alle repræsentanter for kommunismen skulle skydes på stedet. 
Det var von Stauffenberg meget imod, da han arbejdede for at gøre den tyske besættelsespolitik blødere – hele tiden med henvisning til at få flere frivillige i østlegionen, som var underlagt von Stauffenbergs regiment. Selv om Stauffenbergs loyalitet dalede, var han ikke involveret i modstandsbevægelsen i 1942. 
I november 1942 gik de Allierede i land i Fransk Nordafrika. Det resulterede i, at von Stauffenberg som oberstløjtnant blev sendt til Afrika for at indgå i 10. Panzerdivision. Under en køretur i ørkenen blev det køretøj, Stauffenberg sad i, beskudt af et britisk jagerfly. Alvorligt såret blev Stauffenberg sendt hjem til München. Stauffenberg mistede venstre øje, højre hånd og to fingre på den venstre.  
Over for sin venner spøgte han ofte med, at han alligevel aldrig vidste, hvor han skulle gøre af sine fingre, da han havde dem. 
For sine kvæstelser modtog Stauffenberg den 14. april 1943 en medalje og det tyske guldkors for udvist mod på slagmarken.

## Tiden i modstandsbevægelsen
For at blive genoptrænet blev Stauffenberg sendt til sit hjem, Schloss Lautlingen. Først var han frustreret over, at han ikke længere kunne stable et komplot på benene; men fra begyndelsen af september 1943 efter en noget langsommelig helbredelsesproces, blev han ved hjælp af sin medsammensvorne von Tresckow ansat som stabsofficer i Ersatzheer (den erstatningshær, som skulle sørge for træning af de nye soldater, der skulle tilgå frontdivisionerne) i Berlin. 
En af Stauffenbergs overordnede general Friedrich Olbricht var en hengiven modstandsmand. Erstatningshæren havde en enestående mulighed for at stable et kup på benene, fordi en af hærens opgaver var at være forberedt på Operation Valkyrie. Det var en nødforanstaltning, hvis intern uro gjorde, at den militære overkommando blev afskåret fra omverdenen. Ironisk nok blev Valkyrieplanen – godkendt af Hitler – nu midlet, der skulle sikre Tyskland efter at Hitler blev fjernet fra magten.
At dræbe Hitler var meget svært pga. Hitlers voksende mistro. Mange af de attentatforsøg, som von Stauffenberg planlagde, slog fejl (von dem Bussche, von Kleist, von Gersdorff, von Breitenbuch) som følge af Hitlers uforudsigelige opførsel. Det gjorde modstandsfolkene mere og mere desperate. 
I juli 1944 besluttede Stauffenberg sig for personligt at dræbe Hitler. Han var selv meget skeptisk med hensyn til muligheden for succes, men hans gode ven Tresckow overtalte ham til at forsøge, da forsøget alene ville vise omverdenen, at Hitlers regime ikke var ensbetydende med Tyskland. 
I juni 1944 landede de Allierede i Normandiet (Se: D-dag). Stauffenberg var nu ikke længere i tvivl om, at krigen var tabt. Kun en øjeblikkelig våbenhvile kunne spare Tyskland for unødvendige blodsudgydelser. Så tidligt som i 1943 havde Stauffenberg udformet krav, som han følte, at de Allierede ville godtage. 
- Tyskland beholdt dets østgrænse fra 1914 med Wielkopolska og Poznan.
- Tyskland beholdt retten til erobrede områder i Østrig og Sudeterlandet, mens Elsass-Lothringen blev autonomt.
- Tyskland skulle nægte at udlevere krigsforbrydere og nægte krav om besættelse. Fredstilbuddet var kun rettet mod de vest-allierede, da Stauffenberg ønskede at beholde de erobrede områder i øst.

## Attentatet 20. juli 1944
| Citat                                            | Tiden er inde til, at der nu bliver gjort noget. Den som vover at gøre noget, må være sig bevidst, at han vel går over i den tyske historie som forræder. Undlader han at gøre det, så vil han være en forræder overfor sin egen samvittighed. | Citat |
| Claus Philipp Maria Schenk Graf von Stauffenberg | |       |

Stauffenbergs plan var, at han fra sit kontor i Bendlerstrasse i Berlin, skulle overtale hærens forskellige chefer til at sætte forskellige sikkerhedstjenester ud af kraft, mens andre forsøgte at tage livet af Hitler. I sidste ende måtte han selv gøre begge dele. 
Den 20. juli 1944 indeholdt Stauffenbergs kuffert to små bomber, der begge ville detonere 15 min. efter aktivering. Efter at være rejst fra Berlin om morgenen ankom Stauffenberg til Ulveskansen (Wolfschanze), det tyske hovedkvarter i Preussen, før Hitler kom til det aftalte møde i overkommandoen. Mødet var uventet blevet flyttet fra den underjordiske førerbunker til Alfred Speers træbarak. 
Stauffenberg trak sig tilbage under dække af, at han havde brug for en ny skjorte. Så snart Stauffenberg var alene, begyndte han at armere bomberne, hvilket dog var noget af en udfordring, da han manglede højre hånd og fingre på venstre. Da en vagt bankede på døren og bad Stauffenberg skynde sig, da mødet skulle til at begynde, medbragte Stauffenberg kun den bombe, som var armeret. 
Da mødet var i gang, placerede Stauffenberg kufferten under mødebordet, hvorefter han hurtigt undskyldte sig med, at han måtte foretage et vigtigt telefonopkald. Fra sikker afstand overværede han eksplosionen, der overbeviste ham om, at ingen af de tilstedeværende kunne overleve. 
Fire blev dræbt, men Hitler slap uskadt, da mødebordet af tungt egetræ skærmede ham for eksplosionen. 
Stauffenberg vendte hurtigt tilbage til Berlin med det samme fly, som han var kommet med om morgenen. Den arrestordre, der blev udstedt kort efter, at han flygtede fra Wolfschanze, kunne have fået ham arresteret, allerede da han mellemlandende i Rangdorf for at tale med sin bror. Ordren landede hos modstandsmanden Friedrich Georgi, som så den anden vej.
Det var først kl. 19 om aftenen, da Hitler selv annoncerede, at han havde overlevet et attentatforsøg, at Stauffenberg fik at vide at attentatet var slået fejl. Stauffenbergs kontor i Bendlerstrasse blev hurtigt omringet, og de, der havde medvirket i komplottet, blev taget til fange efter en kort ildkamp. 
Såret i armen blev Stauffenberg sammen med de medsammensvorne generaloberst Olbricht, løjtnant von Haeften og oberst Albricht von Quirnheim skudt kl. 1 om natten d. 21 juli. Ordren til henrettelsen blev efter en summarisk krigsret givet af generaloberst Friedrich Fromm, der selv var indblandet i attentatet, og som på denne måde naivt forsøgte at slette sporene efter sig.
Claus von Stauffenbergs sidste ord på peletonen, "Es lebe das geheime Deutschland" (leve det hemmelige Tyskland) citerede et berømt digt af George, Geheimes Deutschland (Hemmeligt Tyskland).

## Fiktion om von Stauffenberg
Von Stauffenberg og især attentatforsøget er behandlet fiktivt i flere tilfælde. I Hollywood-filmen Operation Valkyrie er han hovedpersonen og spilles her af Tom Cruise.
Danske Stig Dalager har skrevet en såkaldt dokumentarroman med titlen To dage i juli om attentatet.